# Eriborus anomalus
Eriborus anomalus là một loài tò vò trong họ Ichneumonidae.